# Cerny-lès-Bucy
Cerny-lès-Bucy là một xã ở tỉnh Aisne, vùng Hauts-de-France thuộc miền bắc nước Pháp.